# Raymond Rahme
Raymond Rahme (Johannesburg, 1945) è un giocatore di poker sudafricano.
Raymond Rahme si è distinto per essere stato il primo giocatore professionista di poker africano a raggiungere il tavolo finale del Main Event delle World Series of Poker: nell'edizione 2007 ha infatti raggiunto il terzo posto, guadagnando 3.048.035 dollari. Si iscrisse al Main Event dopo essere giunto quarto al All African Poker Championship, il più grande torneo di poker mai giocato nel continente africano. Ad oggi è il giocatore di poker professionista africano ad aver vinto più denaro in tornei di poker sportivo.